# Liste de ponts des Alpes-Maritimes

## Ponts de longueur supérieure à 100 m
Les ouvrages de longueur totale supérieure à 100 m du département des Alpes-Maritimes sont classés ci-après par gestionnaires de voies.

### Autoroute
- Viaduc de l'Oli (617 m)
- Viaduc du Magnan (486 m)
- Viaduc du Paillon (350 m)
- Viaduc du Var (310 m)
- Viaduc des Vignasses (258 m)
- Viaduc de la Nuec (246 m)
- Viaduc de la Banquière (110 m)
- Viaduc du Vallon des Fleurs (110 m)

### Routes départementales
- Pont de Saint-Isidore (438 m)

### Routes métropolitaines
- Pont Napoléon-III
- Pont de la Manda

## Ponts de longueur comprise entre 50 m et 100 m
Les ouvrages de longueur totale comprise entre 50 et 100 m du département des Alpes-Maritimes sont classés ci-après par gestionnaires de voies.

### Routes départementales
- Pont Charles-Albert sur la RD 2209 : un premier pont suspendu a été construit entre 1845 et 1852[1]. Il a été remplacé par un pont en béton armé construit en 1912 qui s'est effondré lors de la crue du Var du 19 novembre 1951. C'est aujourd'hui un pont à poutres en béton précontraint réalisé en 1962.
- Pont A. Durandy sur la RD 6202 à Plan-du-Var.
- Pont de Saint-Léger, pont suspendu au-dessus de la Roudoule, donnant accès à Saint-Léger par la RD 316.
- Pont de Massoins, pont suspendu au-dessus du Var, donnant accès à Massoins.
- Pont de Puget-Théniers, pont à haubans permettant le passage de la RD 2211A au-dessus du Var, à Puget-Théniers.

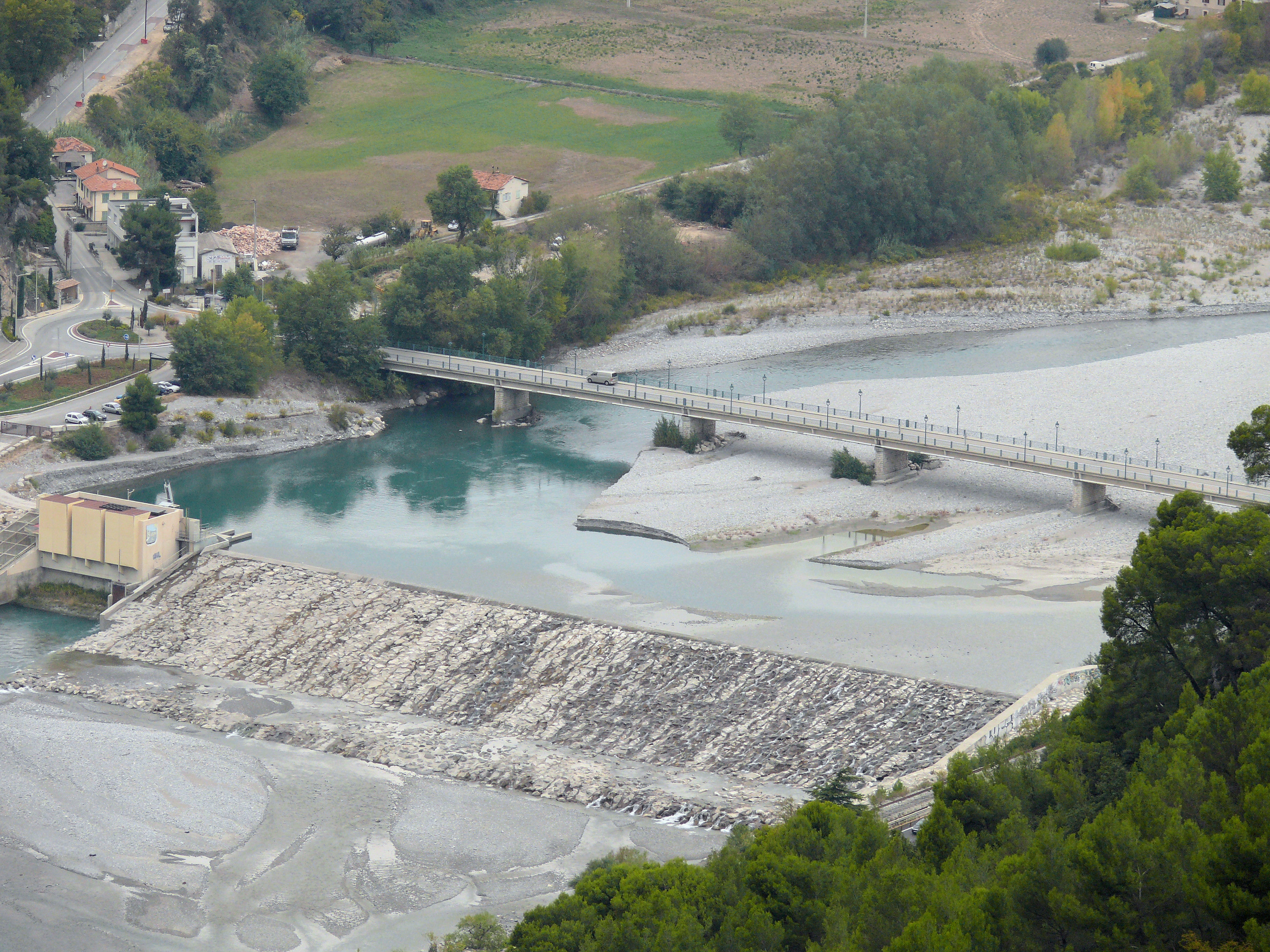
Pont Charles-Albert
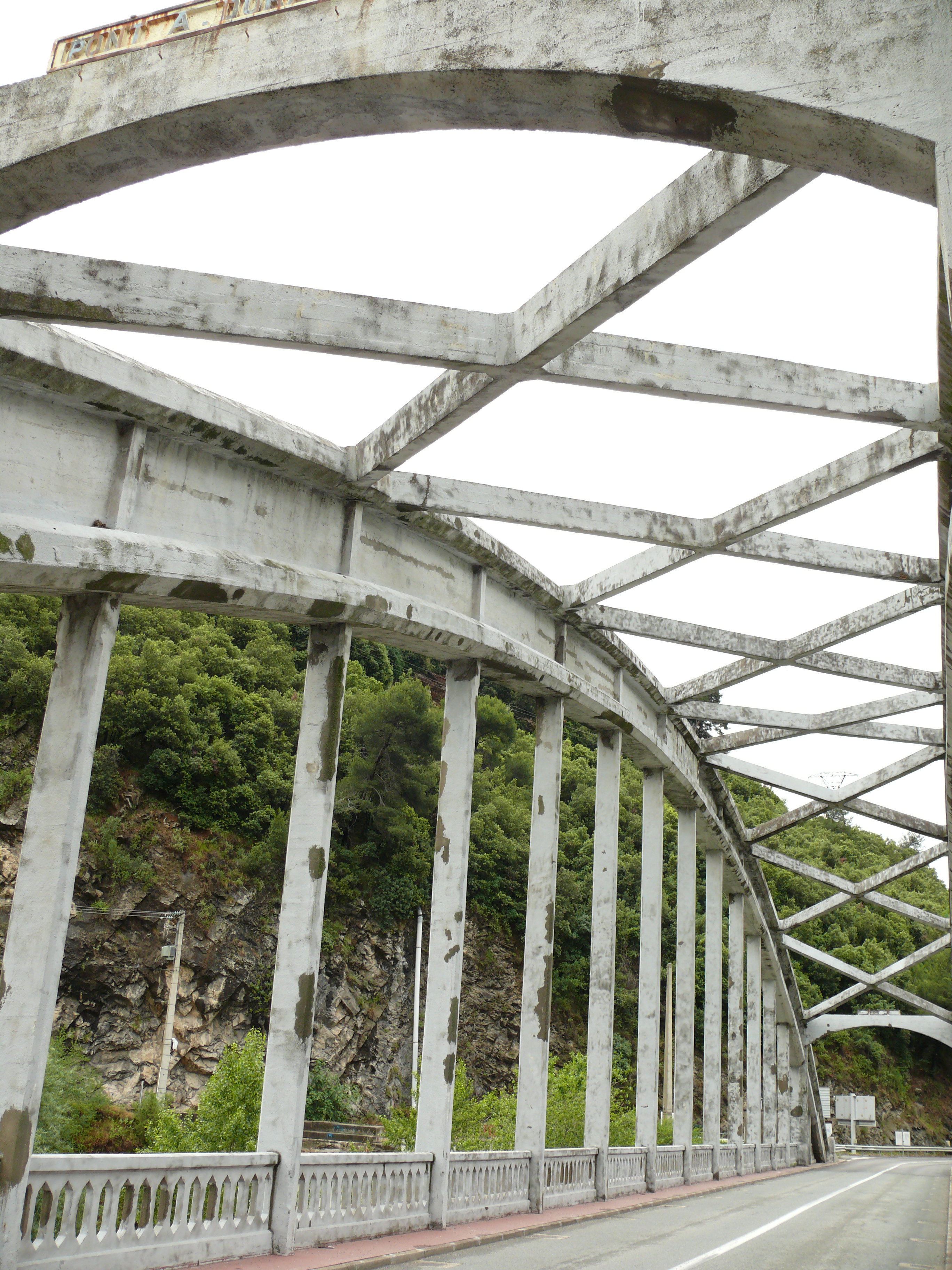
Pont A. Durandy à Plan-du-Var
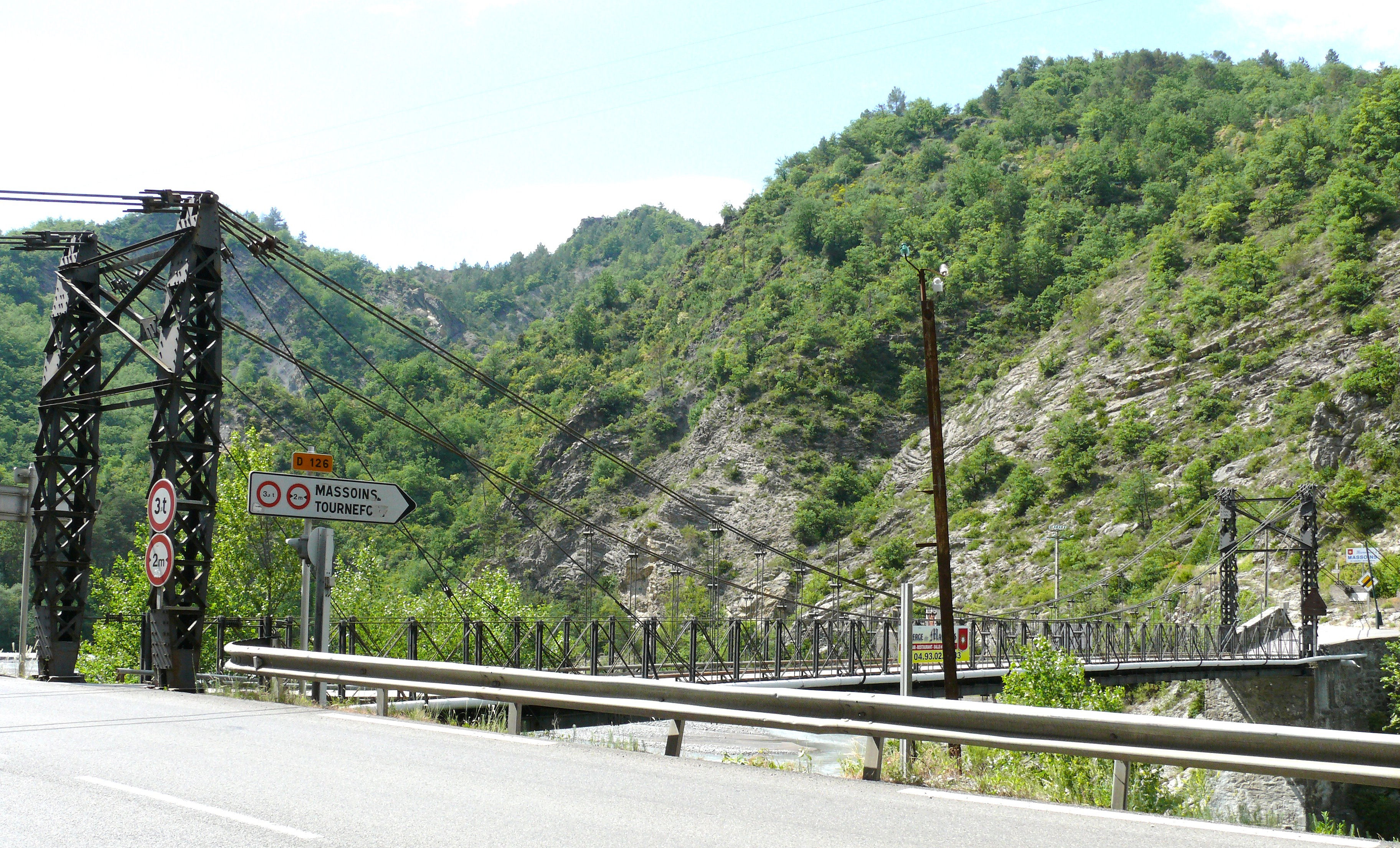
Pont de Massoins
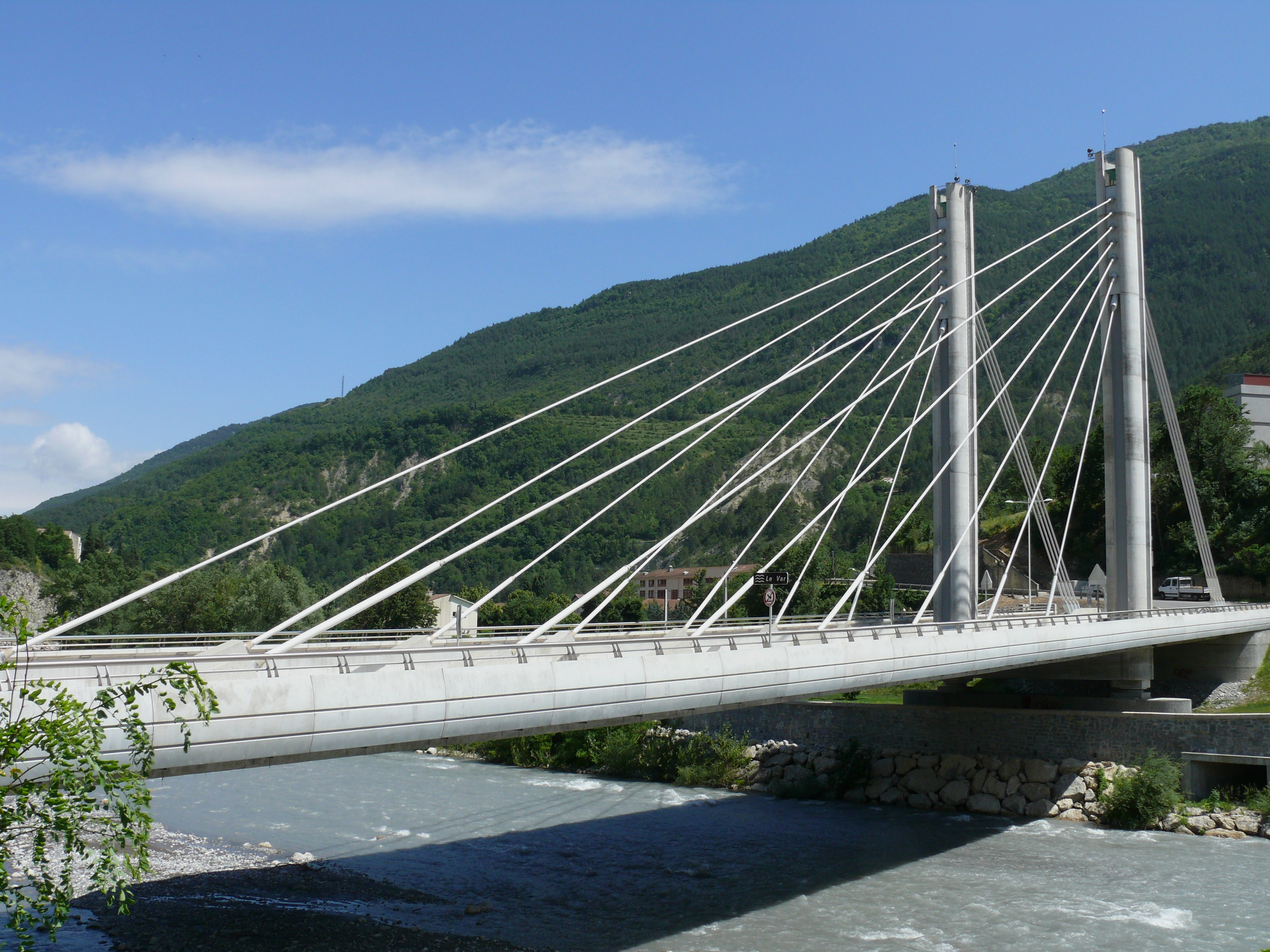
Pont à haubans sur le Var à Puget-Théniers

### Anciens ponts du tramway
Plusieurs ponts étaient construits à partir de 1908 pour établir les différentes lignes de tramways des Alpes-Maritimes :
- pont de Saint-Jean-la-Rivière et pont de Lantosque, pour la ligne de la vallée de la Vésubie,
- pont de la Mariée pour la ligne du Haut-Var dans les gorges de Daluis, à Guillaumes
- pont sur le Var à la Mescla pour la ligne de la Tinée

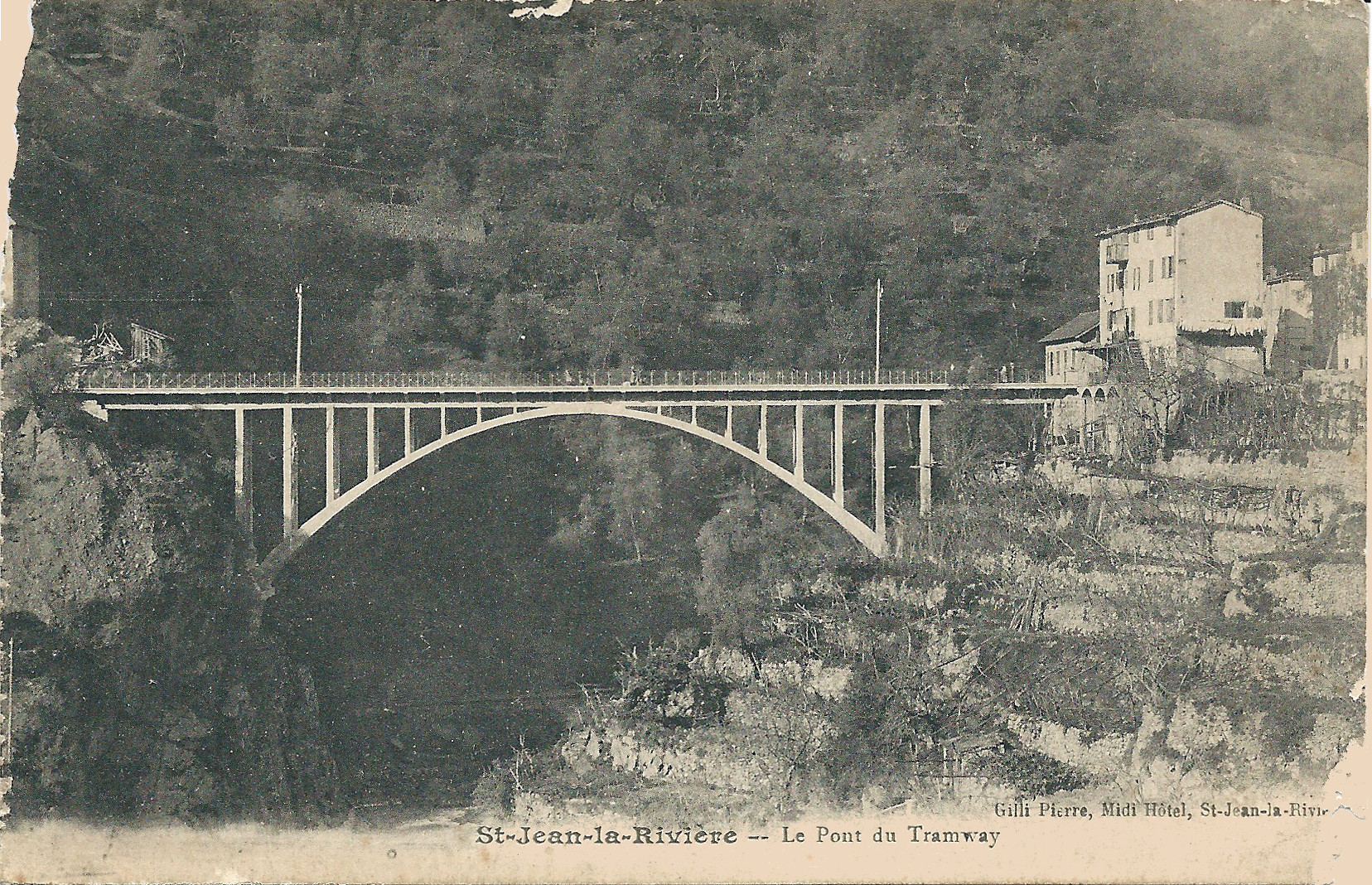
Pont du tramway à Saint-Jean-la-Rivière. Conçu par le bureau d'études d'Armand Considère et Henry Lossier, en 1908
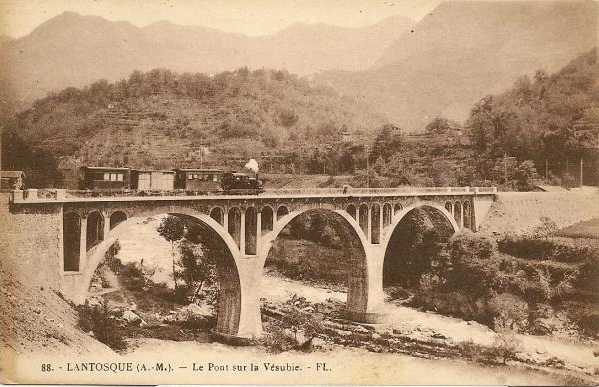
Pont du Martinet à Lantosque. Conçu par le bureau d'études d'Armand Considère et Henry Lossier, en 1908
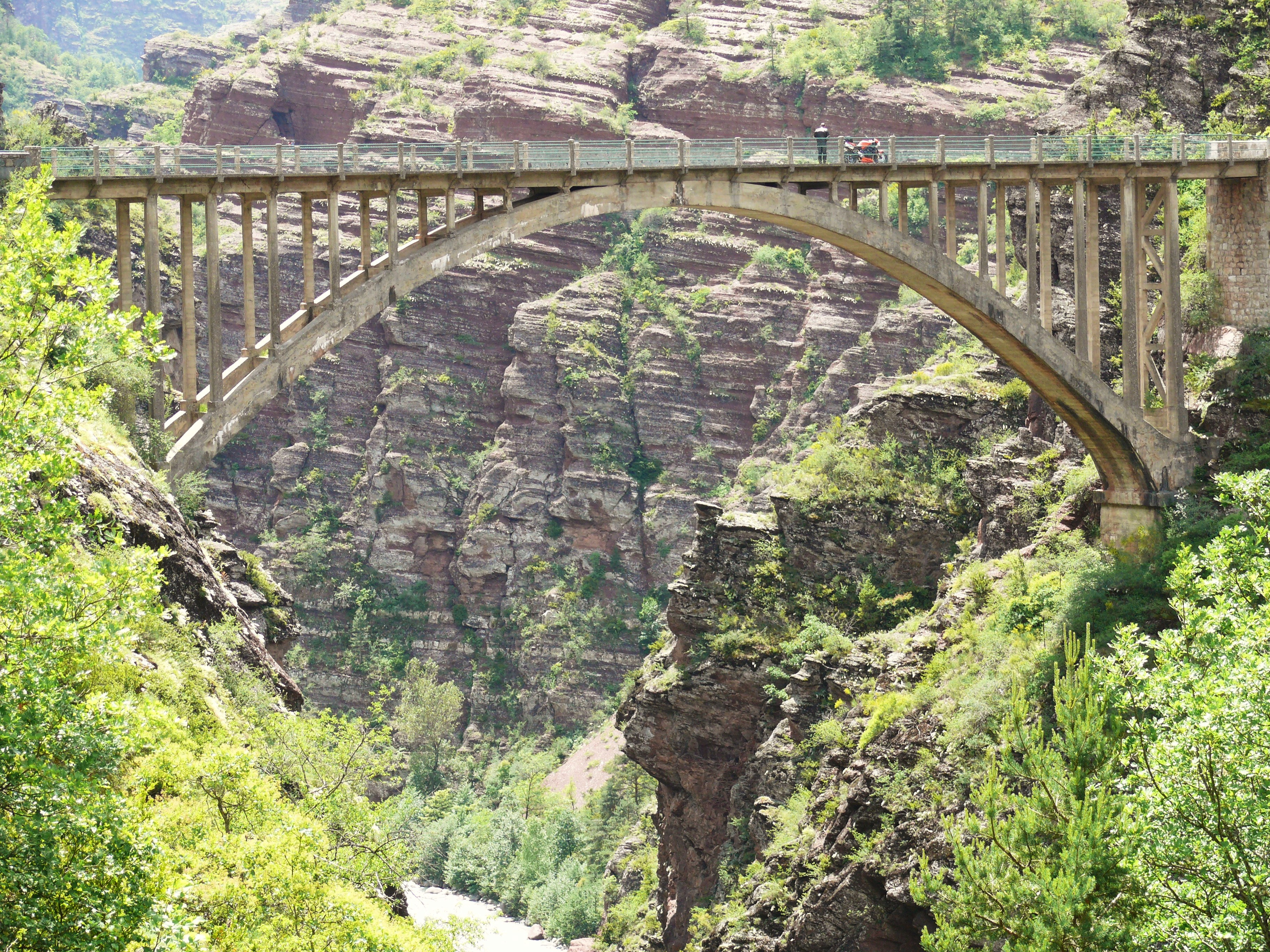
Pont de la Mariée dans les Gorges de Daluis
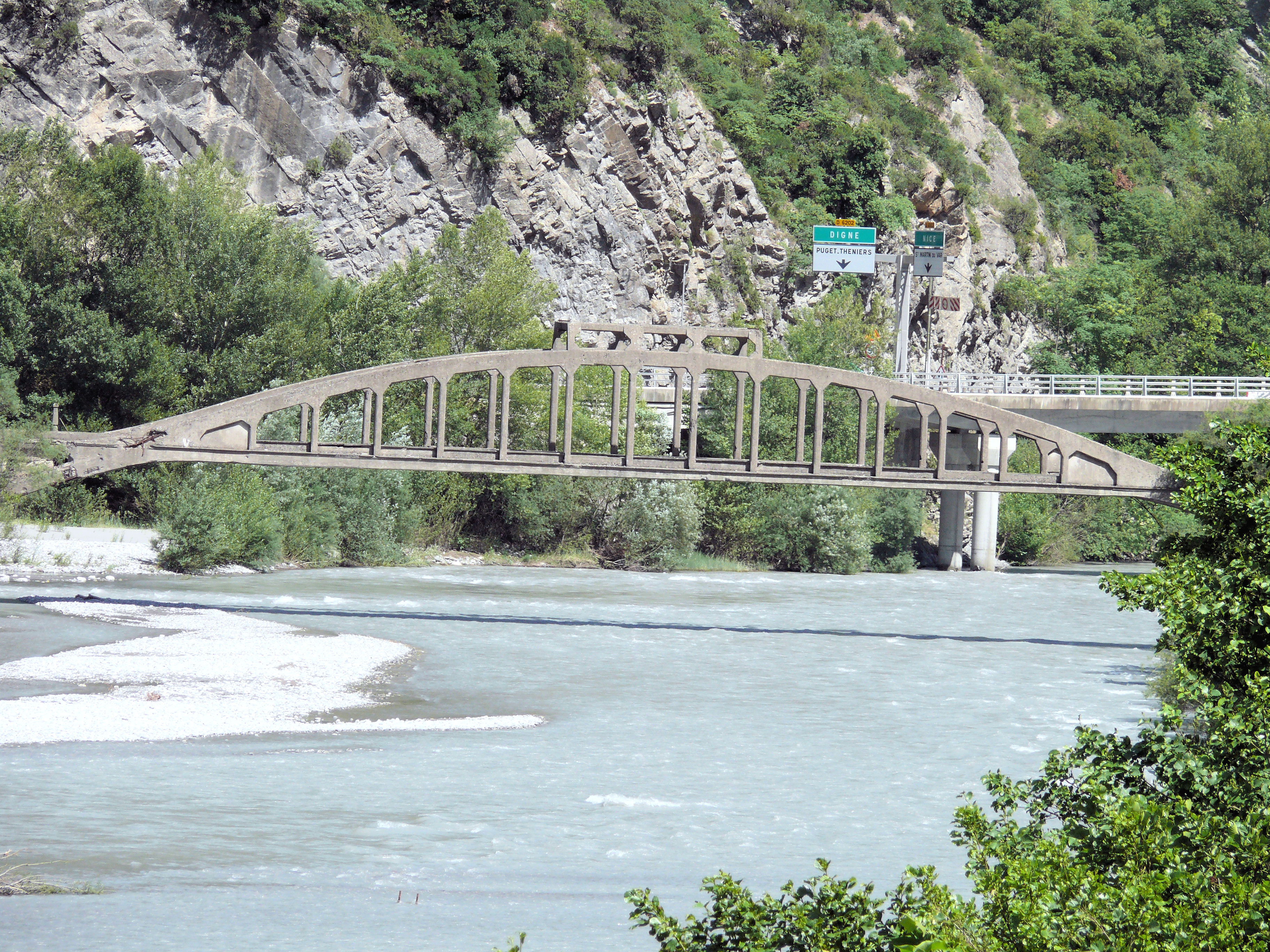
Ancien pont de la Mescla permettant au tramway de la Tinée de franchir le Var. Conçu par François Hennebique, en 1909

## Ponts présentant un intérêt architectural ou historique
Les ponts des Alpes-Maritimes inscrits à l’inventaire national des monuments historiques sont recensés ci-après.
- Pont romain sur la Brague - Antibes
- Pont du Coq de La Brigue sur la Lévanza - La Brigue - XVIIIe siècle
- Pont carrossable - Cipières - XVIIe siècle ; XVIIIe siècle
- Pont routier - Roquestéron-Grasse - XVIIIe siècle ; XIXe siècle ; XXe siècle
- Pont routier dit Vieux Pont de Sigale - Roquestéron-Grasse - XIXe siècle ; Contemporain
- Vieux Pont - Sospel - XIIe siècle ; XVe siècle ; XVIIe siècle ; reconstruit en 1952
- Pont Vieux de L'Escarène
- Voie Romaine - La Turbie - Antiquité
- Pont d'Ilonse, pont en bois sous-tendu permettant le franchissement de la Tinée, construit en 2005.

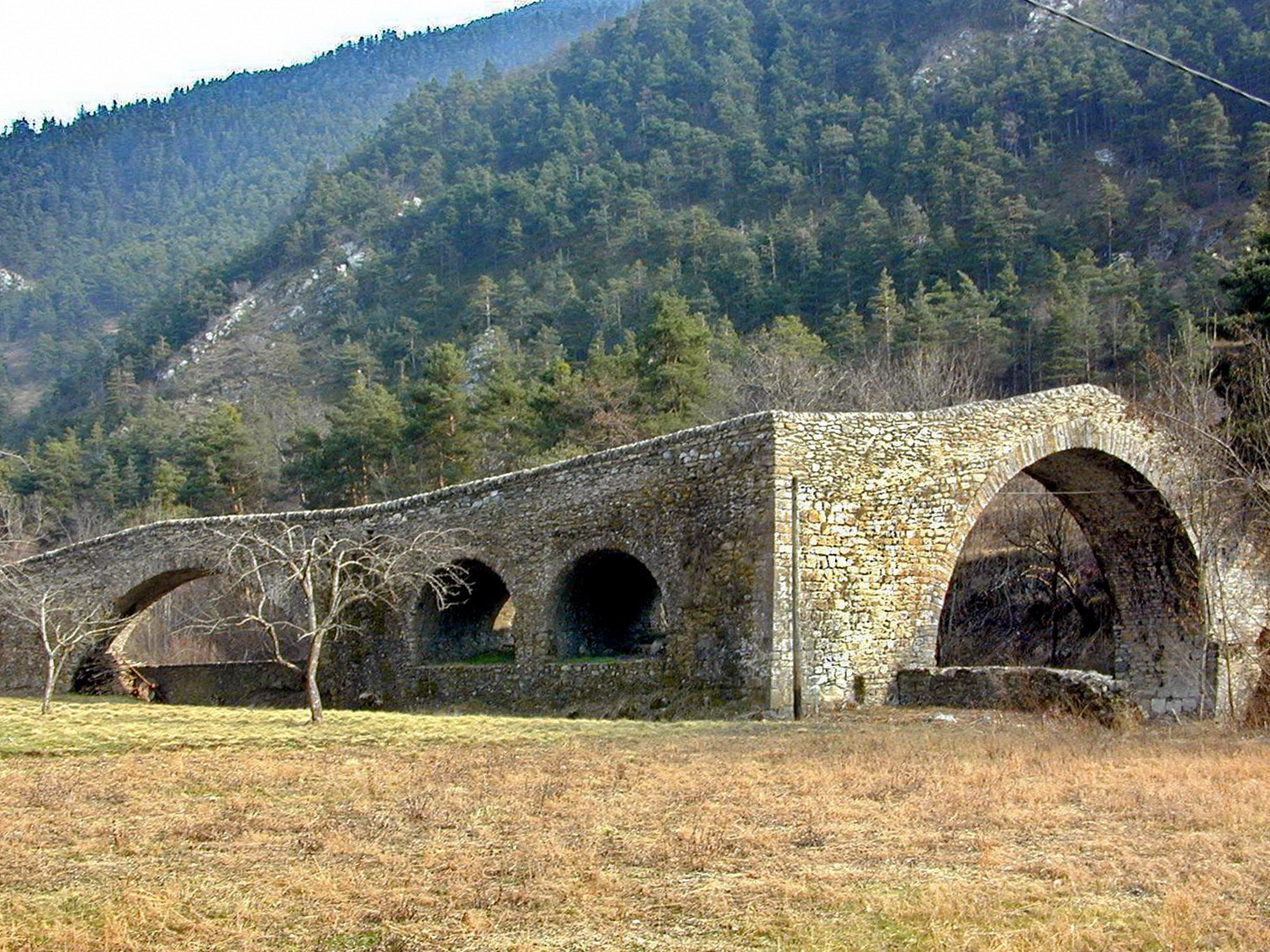
Pont du Coq à La Brigue
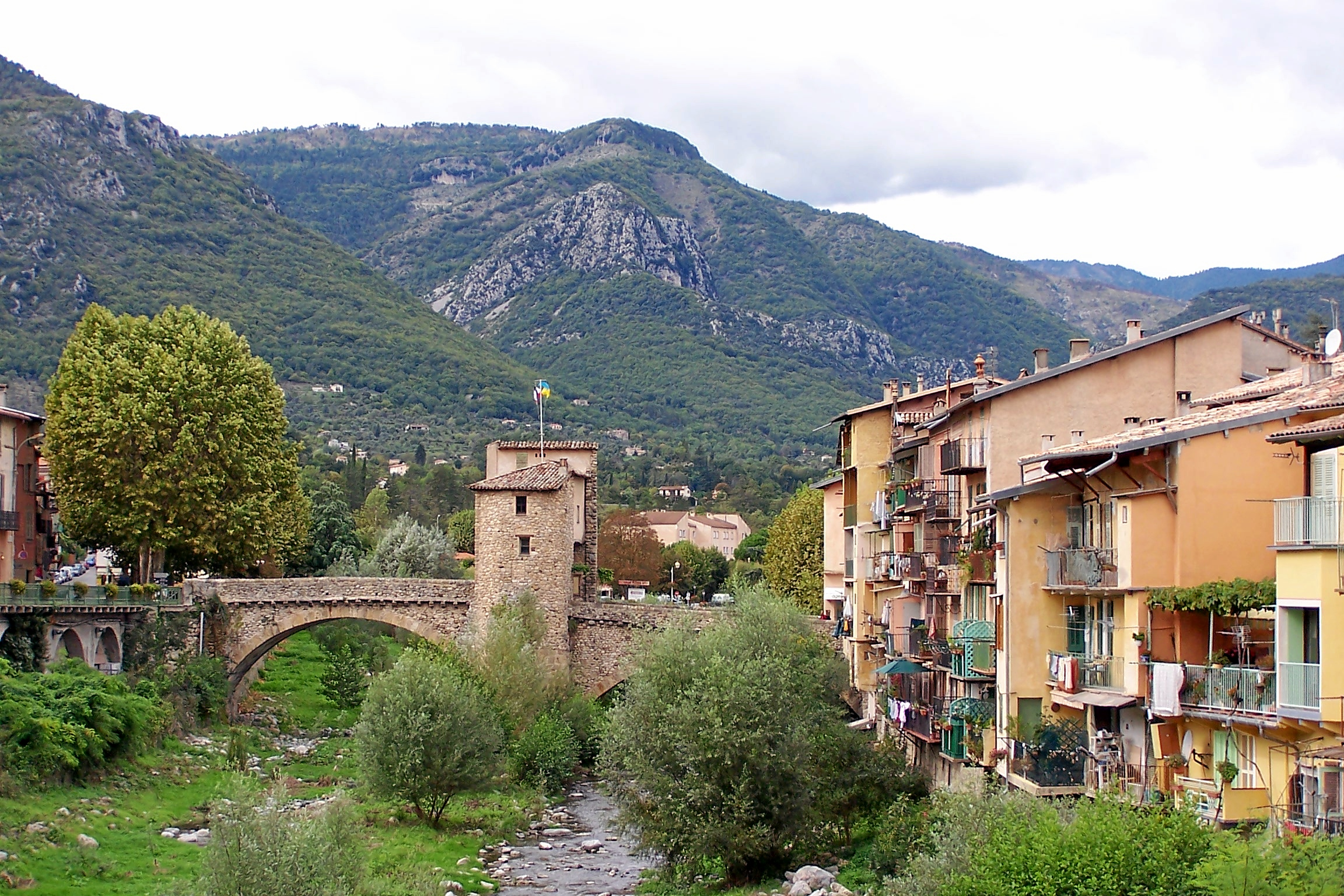
Vieux pont à péage de Sospel
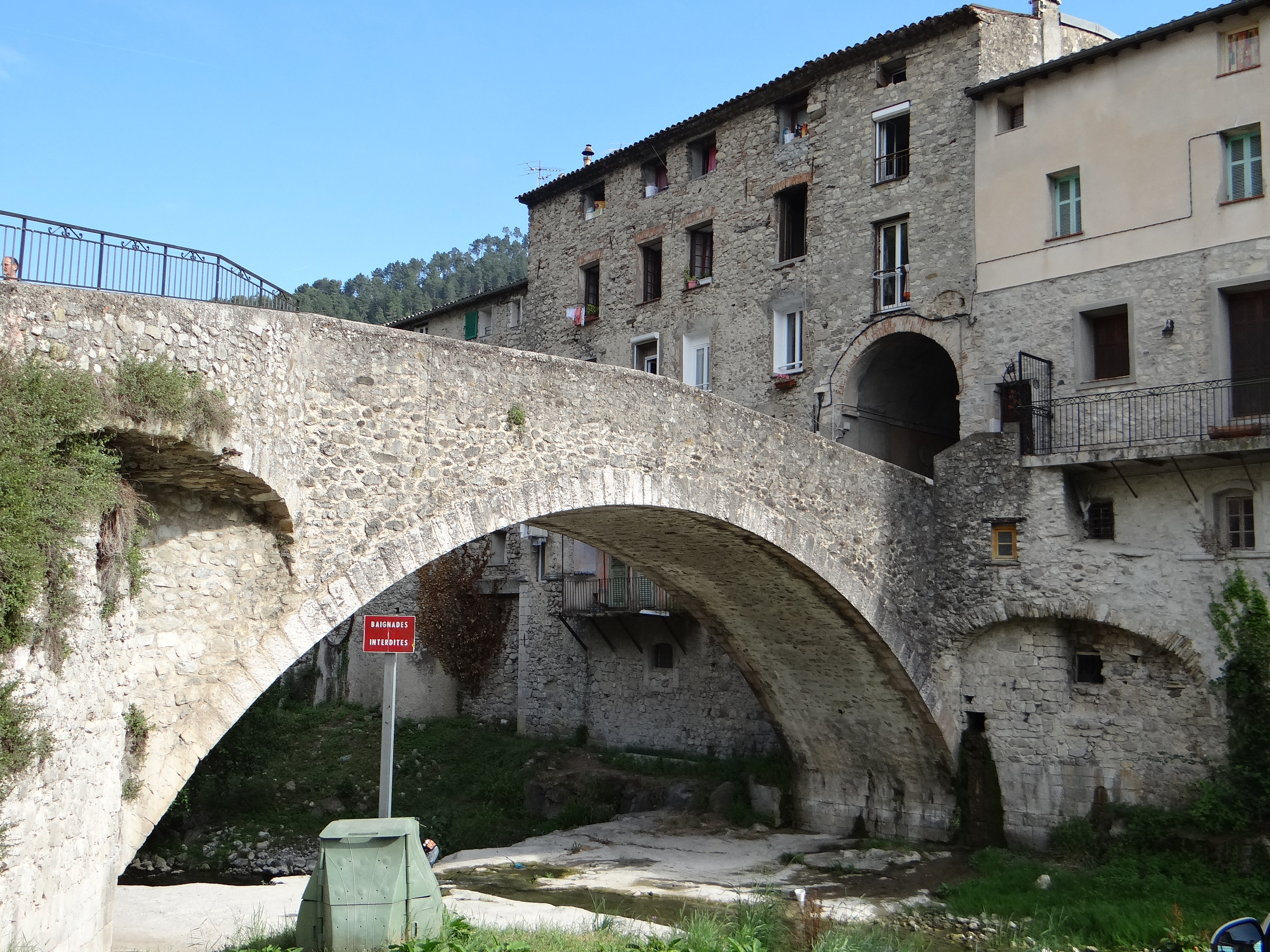
Pont Vieux de L'Escarène
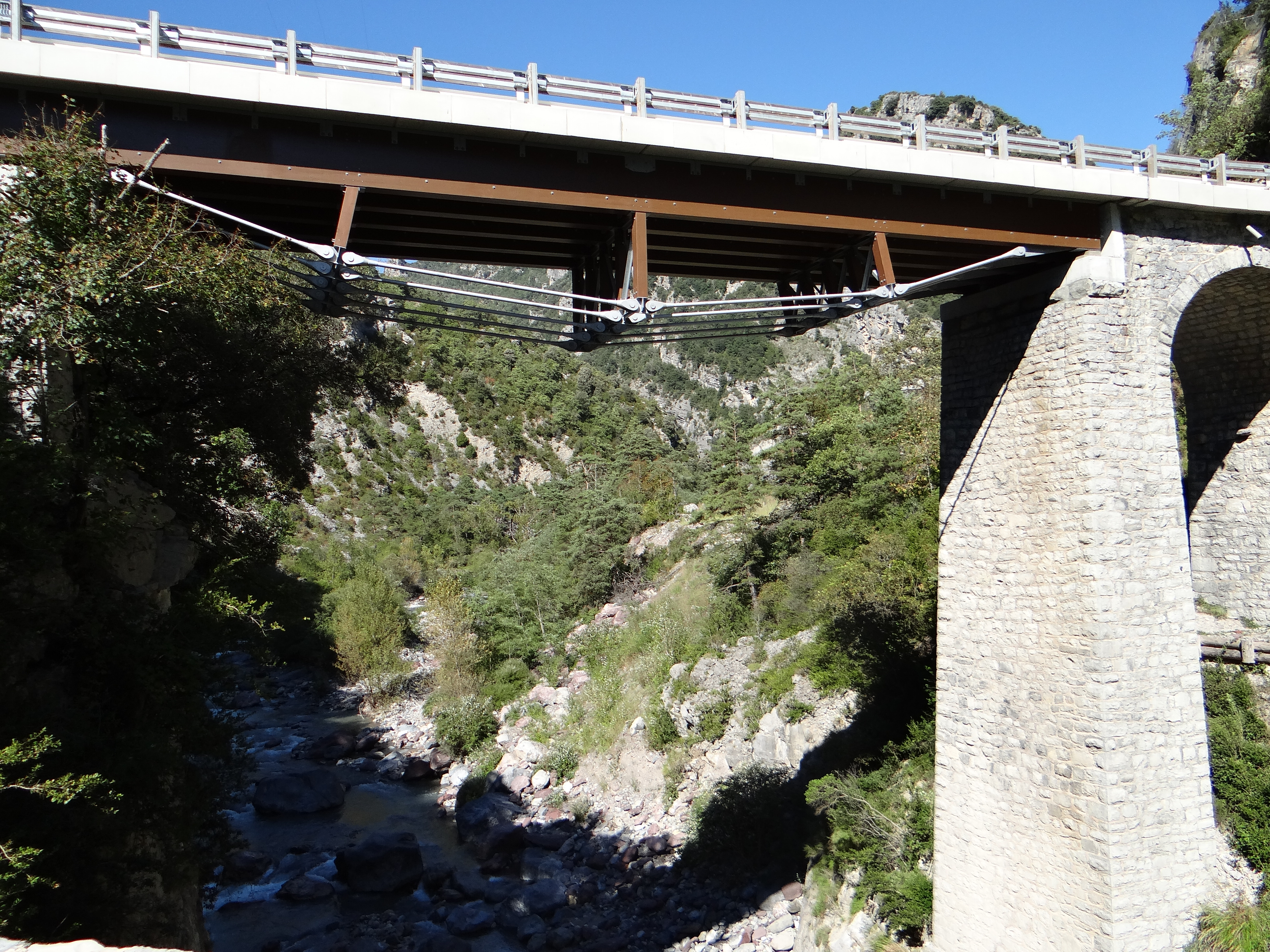
Pont d'Ilonse sur la Tinée